# 古韃靼語
古韃靼語，是伏尔加鞑靼人由中世纪至十九世纪使用的文學語言，在全突厥語族世界也通行。
古韃靼語是突厥語族的欽察語支，受一部分保加爾語影嚮，也有很多阿拉伯語和波斯語借字，用阿拉伯文書寫。
這種語言在伏爾加河-烏拉爾河使用至1905年，被現代韃靼語取代。